# Первая Чжили-Фэнтяньская война
Первая Чжили-Фэнтяньская война (кит. трад. 第 一次 直 奉 战争, пиньинь Dìyīcì Zhí Fèng zhànzhēng) — вооруженный конфликт 1922 года в Китайской Республике в период Эры милитаристов в Китае между Чжилийской и Фэнтяньской кликами за управление Пекином. Война привела к поражению Фэнтяньской клики и исключения её лидера Чжан Цзолиня из чжили-фэнтяньского коалиционного правительства. Военачальник Чжилийской клики У Пэйфу за победу был назначен стратегом.

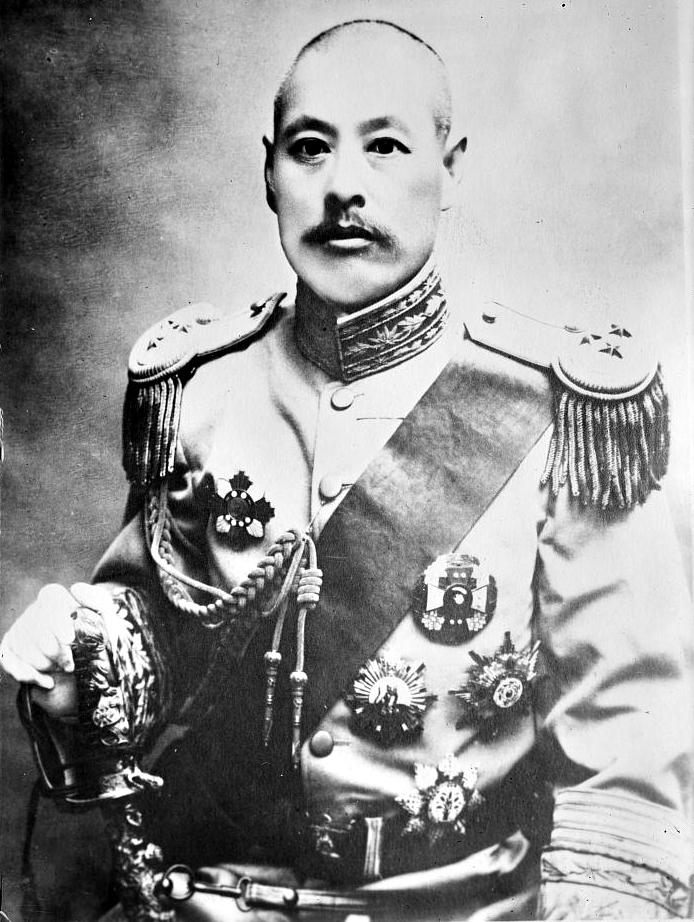
У Пэйфу

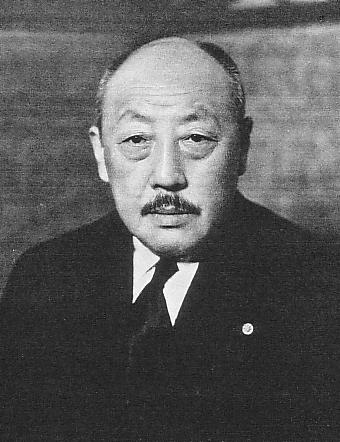
Чжан Цзинхуэй

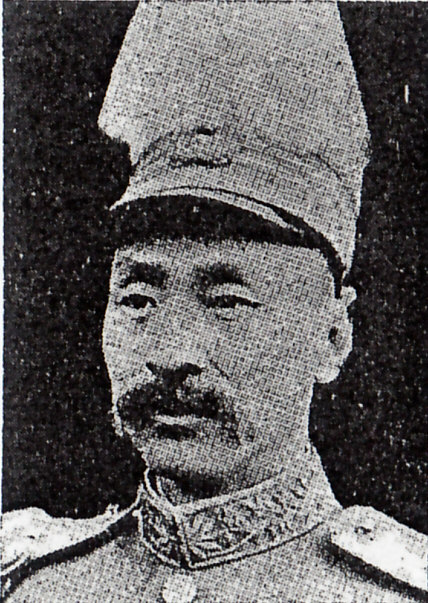
Ли Цзинлинь

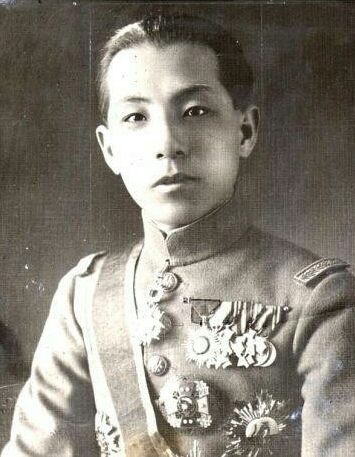
Чжан Сюэлян

## Совместное правительство и возникновение конфликта
В 1920 году состоялась Чжили-Аньхойская война, в которой Чжан Цзолинь оказал поддержку Чжилийской клике против правящей Аньхойской клики. После победы чжилийцы и фэньтяньцы захватили Пекин и сформировали совместное правительство.
Чжилийскаую клику поддерживали англичане и американцы, а фэнтяньскую — японцы, которые до войны 1920 года поддерживали аньхойскую клику.
В 1922 году фэнтяньцы форсировали смену премьер-министра Цзинь Юйпэна на Лян Шии без согласования с чжилийцами. Новый премьер сразу же объявил амнистию шести руководителям Аньхойской клики, что вызвало резкий протест Чжилийской клики.
Конфликт ещё возрос, когда новый кабинет министров отказался выделить около трёх миллионов долларов бюджета военному министерству, обещанные ранее. В результате 25 января 1922 года У Пэйфу и другие чжилйские руководители подали в отставку. Возник правительственный кризис, который Чжан Цзолинь пытался разрешить военными угрозами. 10 апреля 1922 года были собраны войска, до 25 апреля 1922 У Пэйфу старался не давать формальных поводов для военного столкновения.

## Силы
Чжилийская клика собрала 109-тысячную армию, в то время как Фэнтяньская клика собрала в 120 тыс. человек. Главнокомандующим чжилийцев был У Пэйфу, который руководил западным фронтом. Центральным фронтом командовал Ван Чэнбин (王承斌), а восточным фронтом Чжан Гожун (张国 熔). Заместителем командующего восточным фронтом был Чжан Фулай (张 富 来). Чжилийские войска поддерживались также из южных провинций через железную дорогу Пекин-Ханькоу.
Чжан Цзолинь был главнокомандующим фэнтяньской армии и руководил восточным фронтом. Его заместителем был Сунь Личэнь (孙烈臣), командующим западным фронтом был Чжан Цзинхуэй. При нём были три дивизии, которыми командовали Бао Дэшань (鲍德 山), Чжан Сюэлян и Ли Цзинлинь (李景林). Фэнтяньские войска снабжались и поддерживались японцами. .

## Стратегии
Замыслом фэнтяньцев была атака чжилийцев с двух фронтов. Штаб фэнтянской армии находился в городе Цзюньлянчэн (сейчас в составе Тяньцзиня). Тут же располагалось командование восточного фронта. 29 апреля 1922 года главнокомандующий Чжан Цзолинь прибыл в штаб и сразу отдал приказ начать атаку. Штаб западного фронта находился в посёлке Чансиньдянь (长 辛店) (сейчас входит в Фэнтай, район Пекина). Западный фронт состоял из трёх дивизий и должен был атаковать Баодин, где находился штаб чжилийской армии.
Чжилийская армия развернулась по трём фронтам. У Пэйфу стоял во главе с 3-й дивизии на западе со штаб-квартирой у реки Люлихэ (Liulihe, 琉璃河). Ван Чэнбин стоял во главе 23-й дивизии в уезде Гуань (固安县, входит сейчас в Ланфан). Чжан Гожун стоял во главе 26-й дивизии на востоке в уезде Дачэн (Dacheng, 大城县, входит сейчас в Ланфан), дополнительно на восточном фронте в бой была брошена 24-я дивизи, которой командовал Чжан Фулай.

## Западный фронт
Фэнтяньская армия расположилась на западном фронте ещё 10 апреля 1922 года. После начала войны 29 апреля чжилийцы терпели поражения на восточном фронте. Западный фронт чжилийской армии попал под тяжелый обстрел фэнтяньцев. 30 апреля У Пэйфу лично отправился на линию фронта, чтобы организовать массированный обстрел фэнтяньцев. При этом главные силы обходили фэнтяньцев сзади. 4 мая чжилийцы внезапно напали на 16-й полк, который сформировали из бывших чжилийских войск Фэн Гочжана, и полк сдался. Временно организованный Первый фэнтянский дивизион был вынужден отступить на Фэнтай, и оборона обрушилась. Только тогда Первый фэнтянский дивизион удалось перестроить для контратаки, чжилийские авангарды были разбиты и Чансиньдян был занят снова.
Успех фэнтяньской армии длился недолго. У Пэйфу поменял тактику. Имитируя отступление, он заманил фэнтяньскую армию в засаду. Ничего не подозревая, фэнтяньцы сделали резкий марш-бросок, и не были готовы к битве. Чжилийцы их окружили и полностью уничтожили. Таким образом на западном фронте была одержана полная победа чжилийской армии, и основное внимание стало уделяться восточному фронту.

## Восточный фронт
Фэнтяньская армия первоначально побеждала на восточном фронте. 29 апреля после наступления фэнтяньцев фронт чжилийской армии был смят и чжилийцы были отброшены к Жэньцю (任丘市) и Хэцзянь(河 间) (оба сейчас в подчинении в Цанчжоу).
Однако боевой дух фэнтяньцев резко упал после вестей о поражениях на западном фронте. Генерал
Бао Дэшань отказался продолжать атаку и оставил свой фланг опасно неприкрытым. Чтобы не быть отрезанными, Чжан Цзолинь отдал приказ на приказал общее отступление, пытаясь избежать полного уничтожения. Главной целью нападения чжилийцев стала вторая дивизия, которой командовал сын Чжан Цзолиня, Чжан Сюэлян. После полной победы на западном фронте У Пэйфу передислоцировал 3-ю и 26-ю дивизии и взял руководство операции по атаке дивизии Чжан Сюэляна в свои руки. Чжан Сюэляну удавалось отражать атаки противника с минимальными жертвами, тем не менее он вынуждены был предпринять организованное отступление, оставляя территорию.
Третьей дивизией фэнтяньской армии на восточном фронте под командованием Ли Цзинлиня поначалу удавалось проводить успешные контратаки в районе Яомаду (姚 马 渡). Несмотря на победы и взятие в плен тысяч солдат противника, вести с западного фронта были для дивизии большим ударом. Воспользовавшись замешательством, чжилийцы возобновили атаки, направив удар по штабу в Мачане (马厂) (уезд Цинсянь, Цанчжоу). В результате удара фэнтяньцы потеряли семь тысяч человек убитыми или захваченными в плен, и вынуждены были отдать Янлюцин (杨柳青) (в Сицине). Дивизия отступила в Бэйцан (в районе Бэйчэнь). готовясь организовать оборону города Цзюнлянчэн(軍糧城) (в Дунли), фэнтяньцы столкнулись с чжилийским двадцатитысячным подкреплением, которое было доставлено на поезде. Потерпев поражение, остатки фэнтяньской армии бежали в Луаньчжоу.
Стало уже очевидно, что фэнтяньская клика потерпела сокрушительное поражение. 5 мая 23-я дивизия чжилийской армии под командованием Ван Чэнбина вошла в Тяньцзинь. Фэнтяньцы потеряли более двадцати тысяч погибшими, десятки тысяч дезертировали, а сорок тысяч сдались чжилийцам.

## Завершение
К этому времени британские миссионеры смогли убедить руководство чжилийской клики в необходимости заключить мирный договор при посредничестве британского консула в Луаньчжоу. Англичане предложили Чжан Цзолину вывести все войска из Шаньхайгуань (сейчас в Циньхуандао), обязав чжилийцев прекратить преследование. 18 июня представители обеих сторон подписали мирный договор на борту британского военного судна у берегов Циньхуандао в соответствии с предложением британского консула. . Шаньхайгуаньская стена стала границей между территориями двух клик. Фэнтяньские войска отступили в Маньчжурию, а чжилийцы во главе с У Пэйфу взяли под контроль центральное правительство в Пекине (см. Бэйянское правительство).
Вторая Чжили-Фэнтяньская война, разразившаяся в 1924 году, завершилась Пекинским переворотом и возвращением фэнтяньцев ко власти.